# Amata wilemani
Amata wilemani är en fjärilsart som beskrevs av Rothschild 1911. Amata wilemani ingår i släktet Amata och familjen björnspinnare. Inga underarter finns listade i Catalogue of Life.